# Naturschutzgebiet Buchenberg
Das Naturschutzgebiet Buchenberg mit einer Größe von 21,53 ha liegt nordöstlich von Niedermarsberg im Stadtgebiet von Marsberg im Hochsauerlandkreis. Es wurde 2008 mit dem Landschaftsplan Marsberg als Naturschutzgebiet (NSG) ausgewiesen. Das Naturschutzgebiet Ohmberg / Bilstein liegt nur durch ein schmales steiles Grünlandtal getrennt westlich vom NSG.

## Beschreibung
Das NSG umfasst einen jungen bis mittelalten Rotbuchenmischwald auf einem sich von Nord nach Süd erstreckenden Bergrücken aus Kalkgestein südlich des Diemeltals. Das NSG wird im Westen und Osten von zwei steilen Taleinschnitten begrenzt. Das östliche Tal trägt den Namen Sauerlandgraben. Die Landesgrenze zu Hessen liegt nahe der Ostgrenze des NSG.
Im NSG steht junger bis mittelalter Buchenmischwald. Im Bergkuppenbereich befindet sich eine artenreiche Krautschicht. An der steilen Bergflanke nach Westen befinden sich mehrere aufgelassene Kalksteinbrüche sowie ein Felsbereich. Die Kalkfelsen im NSG stellen wertvolle Refugialbiotope für kalkliebende Pflanzenarten dar. Vegetationskundlich wertvoll ist die Pflanzengesellschaft der Kalkfelsen sowie der Buchenwälder im Kuppenbereich des Gebietes.
Im NSG sind Beeinträchtigungen durch Müll, Trittschäden und Fahrspuren erkennbar. Im Bereich des Sauerlandgrabens ist eine starke Eutrophierung durch intensive Landwirtschaft dort erkennbar.
Der Wert des NSG laut Biotopkataster der LANUV: „Wertbestimmend sind die umfangreichen Laubholzbestände sowie die Pflanzengesellschaften kalkliebender Buchenmischwälder, die fast das gesamte Gebiet einnehmen. Die Kalkfelsen stellen wertvolle Refugialbiotope für kalkliebende Pflanzenarten dar.“ und „Der gesamte Biotopkomplex aus Wäldern und Felsstandorten ist hoch repräsentativ und besonders schützenswert im Sinne der Schutzzielkonzeption für den Naturraum.“

## Wert
Die Datenbank vom Landesamt für Natur, Umwelt und Verbraucherschutz Nordrhein-Westfalen schreibt zum NSG: „Wertbestimmend sind die umfangreichen Laubholzbestände sowie die Pflanzengesellschaften kalkliebender Buchenmischwälder, die fast das gesamte Gebiet einnehmen.“ und „Das Gebiet stellt ein wichtiges Trittsteinbiotop im Verbund kalkliebender Buchenwälder dar, die im überwiegend silikatisch geprägten Sauerland einen seltenen Biotoptypen repräsentieren.“